# Дившичі
Дившичі (хорв. Divšići) — населений пункт у Хорватії, в Істрійській жупанії у складі громади Марчана.

## Населення
Населення за даними перепису 2011 року становило 177 осіб.
Динаміка чисельності населення поселення:

## Клімат
Середня річна температура становить 13,45 °C, середня максимальна – 27,14 °C, а середня мінімальна – -0,75 °C. Середня річна кількість опадів – 888 мм.
| Клімат поселення                              | Клімат поселення | Клімат поселення | Клімат поселення | Клімат поселення | Клімат поселення | Клімат поселення | Клімат поселення | Клімат поселення | Клімат поселення | Клімат поселення | Клімат поселення | Клімат поселення | Клімат поселення |
| Показник                                      | Січ.             | Лют.             | Бер.             | Квіт.            | Трав.            | Черв.            | Лип.             | Серп.            | Вер.             | Жовт.            | Лист.            | Груд.            |                  |
| Середній максимум, °C                         | 10,26            | 10,83            | 13,59            | 17,07            | 22,27            | 26,50            | 27,14            | 27,01            | 22,38            | 17,73            | 12,73            | 9,75             |                  |
| Середня температура, °C                       | 4,75             | 5,32             | 8,09             | 11,54            | 16,76            | 20,99            | 23,33            | 23,20            | 18,58            | 13,92            | 8,92             | 5,94             |                  |
| Середній мінімум, °C                          | −0,75            | −0,19            | 2,58             | 6,03             | 11,26            | 15,48            | 19,54            | 19,40            | 14,78            | 10,12            | 5,12             | 2,12             |                  |
| Норма опадів, мм                              | 71               | 58               | 64               | 70               | 60               | 69               | 48               | 73               | 81               | 101              | 110              | 83               |                  |
| Середньомісячна швидкість вітру, м/с          | 2.47             | 2.74             | 2.84             | 2.77             | 2.48             | 2.39             | 2.36             | 2.32             | 2.40             | 2.59             | 2.76             | 2.68             |                  |
| Середньомісячна сонячна радіація, кДж/м²·день | 4530             | 7451             | 10788            | 15341            | 19681            | 21422            | 22323            | 19342            | 14227            | 9238             | 5016             | 3879             |                  |
| --------------------------------------------- | ---------------- | ---------------- | ---------------- | ---------------- | ---------------- | ---------------- | ---------------- | ---------------- | ---------------- | ---------------- | ---------------- | ---------------- | ---------------- |
| Джерело:                                      |                  |                  |                  |                  |                  |                  |                  |                  |                  |                  |                  |                  |                  |